# Wolfhound (film 2002)
Wolfhound  è un film del 2002 diretto da Donovan Kelly e Jim Wynorski.

## Trama
Colum Kennedy si reca con la sua famiglia in un villaggio irlandese per visitare i luoghi originari dei suoi avi. Una volta giunto nel villaggio si rende conto che la comunità è popolata da bestiali esseri mutaforma capaci di trasformarsi in animali. Colum comincia a provare un'intensa passione per una donna capace di trasformarsi in lupo e dovrà compiere una scelta: tornare dalla sua famiglia e riportarla a casa o cedere alla tentazione.

## Produzione
Il film, una produzione a basso costo, fu prodotto da Transpacific Corp., diretto da Donovan Kelly e Jim Wynorski (quest'ultimo diresse solo alcune riprese e non è accreditato) e girato nella contea di Galway in California. Roger Corman è accreditato come produttore esecutivo.

## Distribuzione
Il film è stato distribuito negli Stati Uniti da Califilm e New Concorde.
Alcune delle uscite internazionali sono state:
- negli Stati Uniti il 26 agosto 2002 (Wolfhound)
- in Grecia (I metamorfosi, titolo TV)

## Promozione
La tagline è: "Beware the Beast Within".